# David Richardson (chính khách Florida)
David Richardson (sinh ngày 25 tháng 4 năm 1957) là một chính khách Dân chủ và là cựu thành viên của Hạ viện Florida, đại diện cho Quận 113, bao gồm một phần của trung tâm thành phố Miami, Miami Beach và North Bay Village, từ năm 2012 đến 2018. Richardson đã ứng cử vào ủy viên Miami Beach vào tháng 11 năm 2019, chiến thắng 49%, ông đã giành chiến thắng trong mười ngày sau đó.

## Lịch sử
Richardson sinh ra ở Houston, Texas và chuyển đến Florida năm 1968, nơi ông học Trường Trung học Lyman ở Longwood. Sau khi tốt nghiệp, ông theo học Đại học Trung tâm Florida, nơi đầu tiên ông nhận bằng Cử nhân Khoa học về sinh học năm 1979, sau đó là Cử nhân Khoa học Quản trị Kinh doanh về kế toán năm 1983. Sau đó, ông theo học Đại học Tampa khi làm việc cho Bộ Quốc phòng Hoa Kỳ làm kiểm toán viên, và nhận bằng Thạc sĩ Quản trị Kinh doanh năm 1987. Sau đó, Richardson làm việc cho Ernst & Young với tư cách là kế toán viên trước khi bắt đầu công ty dịch vụ tư vấn của riêng mình. Vào năm 2015, Richardson đã hoàn thành chương trình Trường Chính phủ John F. Kennedy của Đại học Harvard cho các Giám đốc điều hành cấp cao trong Chính quyền Nhà nước và Chính quyền với tư cách là thành viên Lãnh đạo Viện Chiến thắng LGBTQ David Bohnett.